# 马来亚铁道20型柴油机车
20型柴油机车是马来亚铁道的电力传动柴油机车车型之一，也是马来西亚铁路史上第一款干线柴油机车。1957年至1958年间，作为英国援助马来亚铁道重建工作的一部分，共有26台由英国制造的20型电力传动柴油机车在马来亚投入运用，同时亦标志着马来亚铁道干线牵引动力内燃化的开始。
20型柴油机车是由英国电气公司设计制造，其中首批10台机车由英国电气普雷斯顿工厂制造，第二批10台机车外包给伏尔干铸造厂制造，而最后6台机车则外包给罗伯特·斯蒂芬森和霍索恩公司（RSH）制造。首台机车于1957年3月29日出厂并交付马来亚铁道。20型柴油机车于1980年代逐步停运及报废，而最后一台机车则是在1991年退役。目前仍然有一辆完整的20型柴油机车（20125）得到保存，作为苏丹莎阿南博物馆的展品。

## 技术特点
20型柴油机车是干线客货运通用的电力传动柴油机车，其设计衍生自同属英国电气公司产品的英国铁路55型柴油机车。车体两端各设有一个司机室，车体中部是动力室和冷却室，司机室前端的流线型外罩内设有牵引电动机通风机。机车走行部为两台可互换的三轴摇枕式转向架，采用铸钢构架和导框式轴箱定位装置； 一系悬挂为均衡梁与构架之间的螺旋弹簧；二系悬挂为钢板弹簧组成的摇枕弹簧装置；牵引电动机采用轴悬式驱动方式，输出的扭矩通过一级减速齿轮传递给轮对。机车和列车的基础制动装置采用真空制动系统，机车安装了格雷沙姆和克雷文双管制动装置，每个轮对都有独立的真空制动缸。
20型柴油机车装用一台英国电气制造的12SVT型柴油机，该型柴油机是一种四冲程、12气缸、水冷式、废气涡轮增压的V型中速柴油机，气缸直径为10英寸（254毫米），活塞行程为12英寸（305毫米），气缸夹角为45°；装车功率为1500马力（1120千瓦），额定转速为每分钟850转。传动系统使用直—直流电传动装置，柴油机直接驱动一台直流牵引发电机，并将发出的直流电供给六台直流牵引电动机。牵引发电机采用自通风冷却，额定功率为1100千瓦机车；牵引发电机由一台励磁机为其提供励磁电流，并使牵引发电机具有恒功率励磁特性。牵引电动机为六极串励直流电动机，小时功率为195马力（145千瓦）；六台牵引电动机采用“两串三并”方式固定连接，即每两台牵引电动机分为一组串联连接，三组牵引电动机并联连接。为了扩大机车的的恒功率调速范围，还可以在牵引电动机回路接入分流电阻，对牵引电动机进行三级磁场削弱。

## 机车命名
20型柴油机车全部皆以花的品种名称来命名。
| 机车编号 | 马来亚名称          | 中文翻译 |
| -------- | ------------------- | -------- |
| 20101    | BUNGA RAYA          | 大红花   |
| 20102    | BUNGA CHEMPAKA      | 玉兰花   |
| 20103    | BUNGA KENANGA       | 夷兰花   |
| 20104    | BUNGA MELOR         | 茉莉花   |
| 20105    | BUNGA TERATAI       | 莲花     |
| 20106    | BUNGA TANJONG       | 丹绒花   |
| 20107    | BUNGA KIAMBANG      | 槐叶苹   |
| 20108    | BUNGA MELATI        | 素馨花   |
| 20109    | BUNGA MAWAR         | 玫瑰花   |
| 20110    | BUNGA ANGGEREK      | 兰花     |
| 20111    | BUNGA TELANG        | 蝶豆花   |
| 20112    | BUNGA SIANTAN       | 仙丹花   |
| 20113    | BUNGA BAKA WALI     | 昙花     |
| 20114    | BUNGA KALA          | 马蹄莲   |
| 20115    | BUNGA MATA HARI     | 向日葵   |
| 20116    | BUNGA MEDAN         | 棉兰花   |
| 20117    | BUNGA KEKWA         | 菊花     |
| 20118    | BUNGA PANDAN        | 七葉蘭   |
| 20119    | BUNGA BUTANG        | 千日红   |
| 20120    | BUNGA TONGKENG      | 夜来香   |
| 20121    | BUNGA KEMBOJA       | 雞蛋花   |
| 20122    | BUNGA KEMUNING      | 月橘花   |
| 20123    | BUNGA KANTAN        | 姜花     |
| 20124    | BUNGA SEROJA        | 荷花     |
| 20125    | BUNGA CHINTA BERAHI |          |
| 20126    | BUNGA PUTRI MALU    | 含羞草   |

## 参看
- 马来西亚铁路运输
- 马来亚铁道21型柴油机车
- 英国铁路55型柴油机车（英语：British Rail Class 55）